# Procès prud'homal en France
Pour un article plus général, voir Conseil de prud'hommes (France).
Selon l'article L1411-1 Code du travail, « Le conseil de prud'hommes règle par voie de conciliation les différends qui peuvent s'élever à l'occasion de tout contrat de travail (…) entre les employeurs, ou leurs représentants, et les salariés qu'ils emploient. Il juge les litiges lorsque la conciliation n'a pas abouti ».
À titre de juridiction d'exception, les modalités d'intervention devant ce tribunal diffèrent partiellement de celles concernant les autres juridictions civiles : quasi exclusivement du fait du rôle des « acteurs » d'origine syndicale du procès prud’homal.
Beaucoup des démarches sont spécifiques par rapport au tribunal judiciaire ou au tribunal de commerce.

## Pré-procès
Avant d'entamer un procès, tout demandeur a toujours intérêt à rassembler des éléments concernant le litige qu'il entend soumettre aux juges. En effet, ceux-ci n'ont pas vocation à se substituer à d'éventuelles carences des justiciables. Ainsi, les demandes absentes ne seront pas traitées puisque « non soutenues » et celles mal formulées ou incomplètes donneront matière, logiquement, à un « débouté » puisque « non utilement étayées ». À moins que, dans la limite de ce que la loi autorise, le bureau de jugement puisse relancer la discussion sur un point de droit dit « d'ordre public ».
Il existe au moins trois moyens d'obtenir des conseils juridiques en droit du travail : 
- auprès des administrations chargées du travail (mais seulement selon la nature du litige, l'administration n'étant pas une autorité judiciaire),
- grâce aux permanences des syndicats (bourse du travail ou « union locale »),
- ou par le biais d'une consultation gratuite ou payante d'un avocat (dans un cas de revenus faibles, on peut avoir droit à une prise en charge totale ou partielle des honoraires d'avocat au titre de l'aide juridictionnelle).

Bien que l'intitulé de la juridiction puisse prêter à confusion, le conseil de prud'hommes n'a aucune vocation à renseigner sur les modalités d'exécution ou de rupture des contrats de travail. Par contre, le secrétariat-greffe a l'obligation d'orienter le justiciable soit vers l'inspection du travail, soit vers les sièges des permanences syndicales ou encore vers un avocat. À cet effet, des affichages obligatoires sont généralement installés dans les salles d'attente.

## Parties et modes de comparution
En dehors des conseillers prud'hommes et des greffiers, les principaux « acteurs » du procès prud’homal sont les justiciables et leurs éventuels assistants. Les modes de comparution et de représentation devant ce tribunal sont définis par la loi.
Les parties sont tenues de se présenter devant le conseil de prud'hommes. Ainsi, les sociétés et autres personnes morales doivent dépêcher leur représentant légal en exercice ou tout salarié dûment mandaté. En cas d'indisponibilité, le conseil de prud'hommes peut accepter une demande de renvoi au visa d'une excuse considérée comme légitime.
Les justiciables ne sont pas tenus d'être représentés ou assistés. Cependant s'ils en font le choix, seules les personnes suivantes sont habilitées à les assister devant le conseil de prud'hommes : 
- le conjoint (issu du mariage), le partenaire (issu du PACS), le concubin [4] ;
- un salarié (ex. : un salarié de l'entreprise) ou un employeur appartenant à la même branche d'activité[5] ;
- le défenseur syndical [6] ;
- un avocat ;
- L'employeur peut se faire représenter ou assister par un membre de l'entreprise.

En outre les mineurs peuvent être assisté de leurs père, mère ou tuteur (L. 1453-1 du code du travail)
Des tiers peuvent prendre part au procès prud’homal. Ces derniers doivent être directement concernés par le litige. Leurs interventions peuvent être "forcées".
L'intervention volontaire au conseil de prud'hommes (et dans toute la justice civile) est comparable par certains aspects à la constitution de partie civile au pénal. Ce sont principalement les syndicats qui peuvent agir ainsi. L’intervention se fait par rapport à un litige individuel entre un salarié et un employeur. Au plus tard sur l’audience (ce qui n’est pas recommandé), le syndicat concerné déclare son intervention. Il faut d’abord que sa demande soit recevable. Elle le sera, après vérification de ses statuts et du pouvoir, s’il existe un lien suffisant avec le litige du salarié. Il faut ensuite démontrer que l’intérêt collectif de la profession est en cause. C’est le cas par exemple en cas de non-respect de clauses de la convention collective ou de dispositions du Code du Travail. Si preuve est faite du préjudice c’est-à-dire que l’intérêt collectif de la profession est réellement en cause, des dommages-intérêts sont alloués. 
Tout justiciable mis en cause peut décider de ne pas se défendre (et ne pas donner suite aux convocations). Cela ne retarde en rien le déroulement du procès, qui débouchera alors sur un jugement « par défaut » ou « réputé contradictoire ».

## Procédure
La procédure du procès prud’homal proprement dite connait plusieurs phases, auxquelles s'ajoutent parfois certaines étapes particulières :
- la saisine,
- le bureau de conciliation,
- le bureau de jugement,
- le juge du tribunal judiciaire,
- le référé,
- éléments de procédure.

Le délai moyen pour obtenir un jugement prud’homal dans le ressort de la Cour d’appel de Paris dépassait, en 2011, 16 mois (10 mois en moyenne nationale).
Le référé (voir ci-dessous) est une procédure d'urgence concernant les réclamations sans contestation sérieuse (par exemple les salaires, la délivrance des fiches de paie, du certificat de travail et de l'attestation Pôle Emploi).

### Saisine
La saisine ou action ayant pour objet de saisir un conseil de prud'hommes (déclaration du litige et dépôt des demandes) peut s'effectuer de plusieurs façons :
- par lettre adressée au greffe, soit en recommandé, soit en lettre simple. Le recommandé a pour intérêt de constituer une preuve de l'envoi d'une demande ;
- ou lors d'un déplacement du demandeur ou de son représentant pour remplir un imprimé spécifique directement au guichet du greffe.

Dans les deux cas ci-dessus, le greffe convoque alors les parties à une audience du bureau de conciliation (en recommandé et lettre simple pour le ou les défendeurs).
Il est très important que lors de la saisine le dossier présenté soit complet : que l'ensemble des chefs de la demandes soit bien indiqué (ex. : montant de chaque demande), que les arguments fondant la demande accompagne la saisine, et que les arguments soient justifiés par des pièces (accompagné par un bordereau de pièce qui justifie de la présence des pièces), en effet une partie qui ne justifierait pas d'un ou plusieurs chefs de demande à peu de chance de gagner son procès .
Les autres modes de saisines sont :
- la présentation volontaire et spontanée (pas de convocation) des parties pour faire constater par le conseil de prud'hommes une conciliation (rare mais tout de même pratiquée et prévue par la loi),
- l'assignation par un commissaire de justice :
  - soit lorsque le courrier initial du greffe n'a pas atteint le défendeur « au fond »,
  - soit pour une assignation directe en référé (sachant que l'on peut saisir celui-ci selon les mêmes formalités, que pour une action au fond, ci-dessus énoncées).

### Bureau de conciliation et d'orientation
Les audiences du bureau de conciliation, première phase de la procédure dite « au fond », ont lieu au moins une fois par semaine, ne sont pas publiques et ont donc pour objet de tenter une conciliation totale ou partielle.
Lorsque la conciliation s'avère impossible (huit à neuf litiges sur dix), le greffier note dans le dossier ouvert pour chaque affaire les éléments constituant alors le litige ; sachant que d'éventuelles demandes postérieures seront tout de même recevables.
Le bureau de conciliation peut, nonobstant toute exception de procédure et, même si le défendeur ne se présente pas, ordonner, en audience devenant alors publique :
- la délivrance, le cas échéant sous peine d'astreinte, de certificats de travail, de bulletins de paie et de toute pièce que l'employeur est tenu légalement de délivrer ;
- lorsque l'existence de l'obligation n'est pas sérieusement contestable, le versement de provisions 
  - salaires et accessoires du salaire et/ou commissions,
  - indemnités
    - de congés payés,
    - de préavis,
    - de licenciement,
    - de fin de CDD[8],
    - de précarité d'emploi[9]
    - relatives à l'inaptitude physique[10]

  - dommages-intérêts[11] de rupture du CDD avant échéance.

Le montant total des provisions allouées, qui doit être chiffré par le bureau de conciliation, ne peut excéder six mois de salaire calculés sur la moyenne des trois derniers mois de salaire.
- toutes mesures d'instruction (expertise, comparution, enquête sur place, conseillers rapporteurs), même d'office,
- toutes mesures nécessaires à la conservation des preuves ou des objets litigieux.

De plus, le bureau de conciliation peut liquider, à titre provisoire, les astreintes qu'il a ordonnées. Ces mesures ne sont pas susceptibles d'appel jusqu'au prononcé du jugement ; sauf sur le principe juridique de l'excès de pouvoir.
Cette audience peut donc avoir plusieurs issues :
- la conciliation peut aboutir et un procès-verbal de conciliation (partielle ou totale) est établi ;
- la conciliation peut ne pas aboutir et les parties sont renvoyées devant le bureau de jugement, avec ou sans mesure provisoire ;
- les conseillers décident d'approfondir l'instruction, avec ou sans mesure provisoire, auquel cas une date est fixée à la fin de l'instruction pour l'audience devant le bureau de jugement.

Il existe des dispenses de la phase de conciliation (les parties sont directement envoyées devant le bureau de jugement) dans certaines circonstances :
- une procédure collective (redressement ou liquidation judiciaires) affecte l'entreprise,
- une des demandes vise à obtenir la requalification judiciaire d'un CDD en CDI,
- la formation de référé a déjà été saisie et, avec l'accord des deux justiciables, elle a tenté une conciliation.

Si un renvoi devant le bureau de jugement est décidé (= pas de conciliation totale), en vertu du principe du contradictoire, les parties doivent se communiquer mutuellement les éléments de preuves qu'elles entendent produire en bureau de jugement dans des délais raisonnables généralement fixés en bureau de conciliation. Ces pièces peuvent être accompagnées d'un mémoire ou de conclusions.
Bien que la procédure devant le conseil de prud'hommes soit qualifiée d'orale, c’est-à-dire qu'on peut se présenter devant les juges sans conclusions écrites, il est recommandé de justifier les requêtes présentées et nécessaire de communiquer au défendeur les pièces produites à l'appui des demandes pour que le contradictoire soit respecté

### Bureau de jugement
L'audience du bureau de jugement se déroule en trois moments d'inégales durées :
- le prononcé du « dispositif » (= la décision) des jugements portant sur les affaires plaidées à une date antérieure et concernant des justiciables présents ; le jugement peut aussi être, seulement, mis à disposition au greffe. Si un jugement n'est pas prononcé à la date qui avait été annoncée à la fin des plaidoiries, une date de « prorogé » du délibéré est alors indiquée.
- l'appel du rôle (registre où sont inscrites, par numéro d'ordre, les affaires soumises à un tribunal). À ce moment-là les parties (ou leurs représentants) exposent si le dossier est en état d'être entendu. Dans le cas contraire lié à un motif légitime, une affaire peut être renvoyée à une audience ultérieure, radiée ou déclarée caduque,
- l'écoute des argumentations orales (plaidoiries), selon un ordre différent des numéros d'enrôlement et résultant du pouvoir de « police d'audience » du président du bureau de jugement, qui tient compte des usages entre avocats (ancienneté au barreau local ou éloignement géographique) et de toute demande de passage prioritaire émanant d'un justiciable (femme enceinte, personne souffrante, cause professionnelle circonstanciée, etc.).

L'audience devant le bureau de jugement est la phase de la procédure où le procès se cristallise. 
Les parties peuvent demander que la formation de jugement se transforme en formation de conciliation (à huis clos) dans le but de faire enregistrer un arrangement intervenu entre les justiciables.
Les parties en désaccord exposent leurs arguments (plaidoiries), déposent leurs dossiers et confirment leurs demandes. En matière prud’homale les demandes nouvelles sont recevables à tout moment, même pour la première fois devant la cour d'appel. Le président annonce la date du prononcé (ou de la mise à disposition au greffe) du jugement à intervenir.

### Le juge du tribunal judiciaire
- Le juge du tribunal judiciaire intervient en tant que juge départiteur lorsque la formation en conciliation, en référé ou en bureau de jugement du conseil de prud'hommes qui se compose du même nombre d'élus salariés et employeurs ne trouve pas de majorité dans sa décision.
- Le juge du tribunal judiciaire intervient dans la formation de jugement si les parties le demande ou si la nature du litige le justifie (L. 1454-1-1 du code du travail).

### Le référé prud’homal
Le référé en matière prud’homale est essentiellement utilisé comme pour les référés de l'ordre judiciaire en général. Les articles du code du travail correspondant sont les articles R. 1455-5 et R. 1455-6.
En règle générale, il y a souvent contestation « sérieuse » de l'employeur pour essayer de renvoyer l'affaire au fond. Le juge du référé a alors la possibilité d'utiliser l'article R.1455-6 qui prévoit que « même en présence d'une contestation sérieuse », la formation de référé peut ordonner des mesures.
Cette notion de trouble manifestement illicite est déterminée par les conseillers Prud'hommes sous le contrôle de la Cour de cassation et/ou des cours d'appel. En référé, des condamnations à payer des dommages-intérêts pour licenciement abusif d'un salarié protégé, par exemple, ont été faits à plusieurs reprises, dans la mesure où l'employeur n'avait pas demandé l'autorisation à l'inspection du travail pour un tel licenciement. De même, des juges en référé ont condamné des entreprises à réintégrer immédiatement des salariés protégés qui avaient été licenciés pour faute grave, mais dont les jugements avaient été infirmés devant la cour d'appel. L'employeur prétendait (3 ans s'étaient passés…) qu'il n'avait plus de poste correspondant à celui du salarié protégé. La formation de référé a alors ordonné à l'employeur sous astreinte de 1 000 euros par jour de retard de le réintégrer dans tout poste identique ou équivalent, notamment en termes de salaire, d'horaires et de déplacement. L'employeur a dû s'exécuter immédiatement. On voit donc que cette notion de trouble manifestement illicite est assez large, puisque dès qu'une loi d'ordre public est violée par un employeur, le juge du référé peut utiliser l'article R.1455-6 avec une amplitude assez grande.

### Éléments de procédure

#### Le délibéré
Suit un délibéré secret entre les conseillers.

#### Incidents de la procédure
On dénomme ainsi l'incompétence de la juridiction soulevée par un défendeur, la violation du principe du contradictoire, la récusation d'un conseiller prud'homme, la non comparution du défendeur ou du demandeur…
Si un moyen de droit relatif à l’incompétence est déposé in limine litis, c'est-à-dire avant toute discussion « au fond », le bureau de jugement peut statuer sur ce seul aspect « préjudiciel » ou décider de joindre l'incident au fond et faire alors injonction aux parties de plaider immédiatement sur tous les éléments du litige pour, ensuite, délibérer dans un même temps, mais tout d'abord, sur la controverse visant la procédure puis sur les autres aspects du dossier ; toutefois, si l'exception d'incompétence est soulevée après le début d'une défense "au fond", elle est irrecevable.

#### Le jugement
Le délai entre l'audience et le prononcé du jugement est variable selon les conseils (il faut compter la durée du délibéré, la mise en forme de la décision par le secrétariat-greffe). Après le prononcé du jugement, il faut encore un délai supplémentaire pour l'envoi en recommandé.
La décision est prononcée en audience publique ou mise à disposition au greffe. Elle peut avoir plusieurs issues :
- soit elle tranche le litige ;

- soit une mesure d'instruction est ordonnée (expertise, comparution, enquête sur place, conseillers rapporteurs, …). On la dit « avant dire droit » ;

- ou bien, en cas de partage des voix en délibéré — cela arrive dans plus de 10 % des cas du fait de la composition paritaire du conseil (deux employeurs et deux salariés) —, les conseillers ne parviennent pas à un accord. Dans ce cas, le litige est renvoyé à une nouvelle audience dite de départage[15] en présence d'un magistrat professionnel (juge du tribunal judiciaire). Ce dernier participe au délibéré avec les quatre conseillers prud'hommes. Si au moins un des quatre conseillers prud'hommes est absent, le juge départiteur statue seul, après avis des conseillers présents ; sachant que, au maximum, un conseiller de chaque collège peut se faire remplacer et que, lorsque les cinq juges sont ainsi réunis, la décision est prise à la majorité des voix (le « départiteur » n'ayant pas voix prépondérante).

Un jugement peut-être consulté auprès du greffe. Il sera envoyé dans les jours qui suivent le prononcé aux intéressés en recommandé avec accusé de réception. Tout jugement de première instance peut faire l'objet d'un recours.

#### Voies de recours
La décision est éventuellement susceptible d'appel. Pour un litige donné, on ne peut choisir qu'une voie de recours parmi :
- l'opposition : la partie absente au procès et perdante peut requérir l'opposition si elle a un motif valable,

- la tierce opposition : une personne tierce peut requérir l'opposition si elle estime que la décision rendue la lèse injustement,

- l'appel (uniquement si la demande initiale ou indéterminée dépasse, 5 000 euros[16] (4 000 euros pour les saisines déclarées jusqu'au 31 août 2020) par nature de demande : salaires d'une part, dommages intérêts de l'autre). L'affaire est cette fois entendue par des magistrats professionnels dans la limite de ce qui fait l'objet d'un désaccord des justiciables. Alors, l'arrêt de la chambre sociale de la cour d'appel infirme ou confirme le jugement du conseil de prud'hommes,

- ou bien, pour les seules décisions en dernier ressort[17], formation d'un pourvoi (recours direct) devant la Cour de cassation française, où l'avocat à la Cour de cassation est obligatoire, et qui ne juge que la bonne application des règles de droit, sans réexamen des faits.

## Jurisprudence prud’homale
Au-delà des textes légaux en vigueur, les Conseils de Prud'homme appliquent habituellement une jurisprudence qui s'est dessinée au fil du temps. Cette jurisprudence ressort principalement d'arrêts de la Cour de cassation mais aussi de décisions de certaines cours d'appel.
Cette jurisprudence porte sur des thèmes récurrents en droit du travail, sur le fond comme sur la forme.

### Heures supplémentaires
La preuve des heures supplémentaires ressort habituellement d'un partage entre le salarié qui doit fournir des éléments concrets qui étayent ses prétentions, et avec l'employeur qui doit démontrer que les heures prétendues n'ont pas été travaillées.